# Wettmannstätten
Wettmannstätten  är en ort och kommun i Österrike. Den ligger i distriktet Deutschlandsberg i förbundslandet Steiermark, 170 kilometer sydväst om huvudstaden Wien. 
Kommunen består av sex orter (Ortschaften) (inom parentes invånarantal 1 januari 2024):
- Lassenberg (183)
- Schönaich (238)
- Weniggleinz (124)
- Wettmannstätten (616)
- Wohlsdorf (285)
- Zehndorf (224)